# Gram og Nybøl Godser
Gram og Nybøl Godser A/S er en dansk virksomhed, der driver økologisk landbrug samt hotel og konferencefaciliteter. Virksomheden er lokaliseret på Gram Slot og Nybølgård. De har en landbrugsproduktion af mælk, korn, kartofler og løg. På landbruget har de 1.440 hektar jordbrug og 500 malkekøer. Gram Slot benyttes endvidere til hotel, konference, events, osv. I 2023 havde virksomheden ca. 120 ansatte. 
Gram og Nybøl Godser A/S er siden 2007 ejet i samarbejde mellem REMA Distribution Danmark A/S og Svend Brodersen. Produkterne sælges i REMA 1000.